# Superjednostka

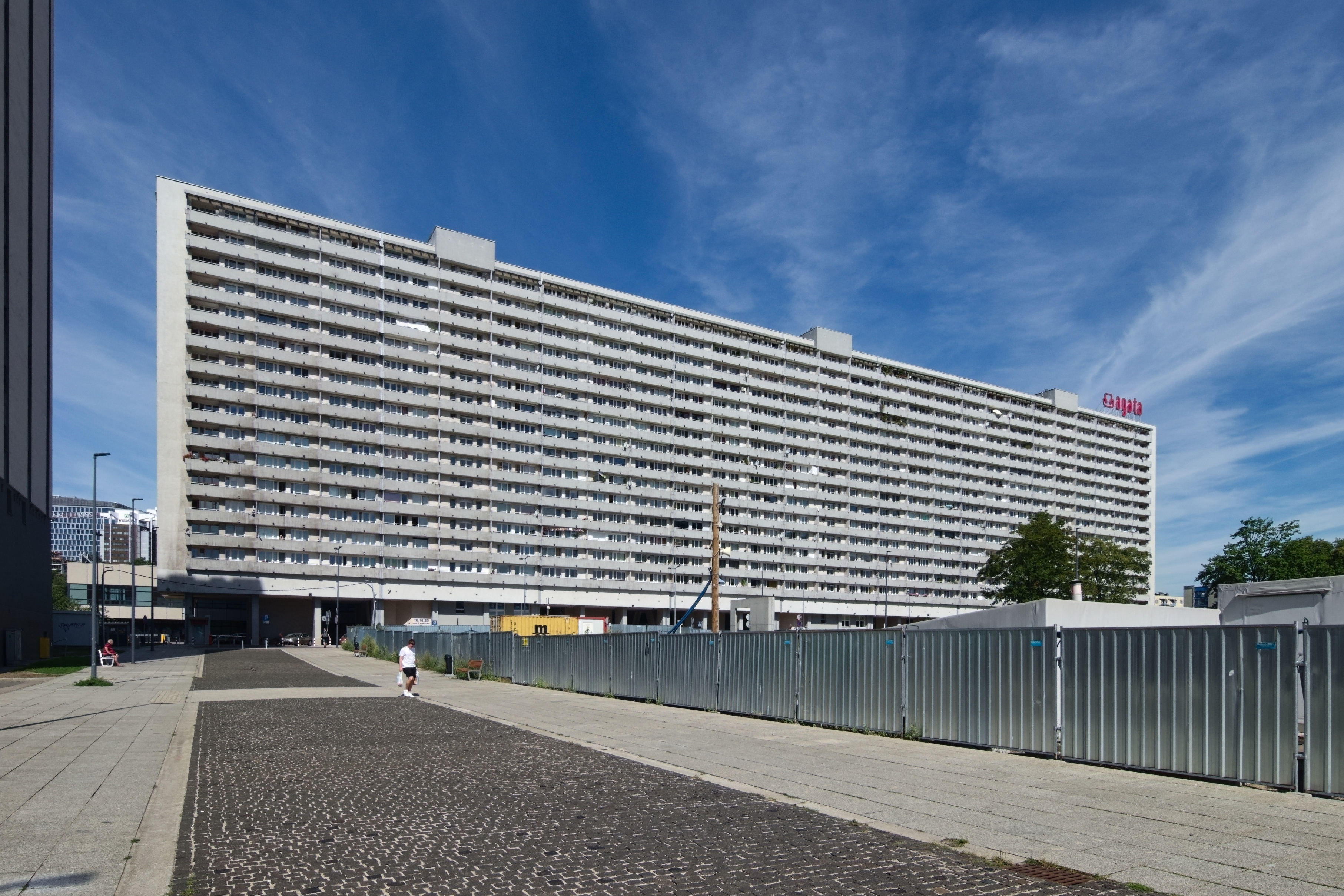
Superjednostka (2022)

Superjednostka je výšková budova ve čtvrti Śródmieście v Katowicích. Patří k jedním z největších obytných domů v Polsku. Tuto patnáctipatrovou budovu o výšce 51 m a šířce 187 m navrhl polský architekt Mieczysław Król (realizovaná podoba byla ještě do jisté míry upravena a přizpůsobena podmínkám). Stavební práce na Superjednostce probíhaly v letech 1967 - 1972; od roku 1994 má statut samotného sídliště a v roce 2011 byla kompletně rekonstruována. Zatímco v dobách komunismu byl na střeše tohoto bloku umístěn nápis velebící socialistickou vlast, v současné době jej vystřídaly reklamy různých společností.

## Technické informace
- objem: 164 000 m³
- užitková plocha: 37 349 m²
- obytná plocha: 33 600 m²
- délka: 187,5 m
- výška: 51 m
- počet obyvatel: 762
- garáže pod budovou: 173